# El Calvo y la Mosca
La historia del Calvo y la mosca se encuentra en la primera colección de las Fábulas de Esopo y está numerada 525 en el Perry Index . Aunque trata el tema del castigo justo, algunos intérpretes posteriores lo han utilizado como consejo de moderación.

## Daño deliberado
Un calvo es picado por una mosca y luego este golpea el lugar, tratando de matar a la mosca. Falla en el golpe y la mosca lo ridiculiza y señala que solo se está lastimando a sí mismo, el hombre responde que está dispuesto a aguantar aún más si tan solo puede destruir a una criatura tan vil. Francisco Rodríguez Adrados, al comentar la fábula narrada por Fedro, consideró que su trama era de origen situacional, pero luego se convirtió en un debate sobre la correcta búsqueda de la justicia.
Aunque poco se sabe de la colección de fábulas de Fedro durante la época medieval, esta historia reapareció en el trabajo de otros, incluso en la colección de Jacques de Vitry de ejemplos morales para sermones del siglo XIII. Tras el descubrimiento de los antiguos manuscritos de Fedro durante el Renacimiento, a partir del siglo XVIII se realizaron varias traducciones en verso de toda la obra.

## Invitando al ridículo
Mientras que la parte lesionada en el debate entre el hombre y la mosca adoptó la postura moral de que un ataque no provocado merecía una respuesta severa, la mosca argumentó que hacer demasiado de una pequeña molestia invita al ridículo. Para Fedro "Este ejemplo muestra que errar por accidente es perdonable, pero hacer daño deliberadamente merece cualquier castigo, en mi opinión". Si bien las versiones en prosa de George Fyler Townsend y Vernon Jones omiten la moraleja, sí incluyen el vigoroso desafío del hombre.